# 彼得斯維爾鎮區 (北達科他州基德縣)
彼得斯維爾鎮區（英語：Petersville Township）是位於美國北達科他州基德縣的一個鎮區。

## 地方資料
彼得斯維爾鎮區的面積為93.09平方千米，當中陸地面積為88.09平方千米，而水域面積為5.00平方千米。根據2020年美國人口普查的數據，當地共有人口18人，而人口密度為每平方千米0.19人。